# Хромтауський район
Хромта́уський район (каз. Хромтау ауданы, рос. Хромтауский район) — адміністративна одиниця у складі Актюбінської області Казахстану. Адміністративний центр — місто Хромтау.

## Населення
Населення — 45828 осіб (2021; 39748 в 2009; 43814 у 1999, 50844 у 1989).
Національний склад (станом на 2016 рік):
- казахи — 32626 осіб (77,82%)
- росіяни — 5617 осіб (13,40%)
- українці — 1772 особи
- німці — 550 осіб
- татари — 378 осіб
- узбеки — 203 особи
- башкири — 147 осіб
- білоруси — 126 осіб
- молдовани — 95 осіб
- чеченці — 72 особи
- азербайджанці — 62 особи
- корейці — 36 осіб
- вірмени — 28 осіб
- марійці — 23 особи
- чуваші — 15 осіб
- мордва — 10 осіб
- болгари — 6 осіб
- інші — 157 осіб

## Історія
Новоросійський район утворено 9 січня 1935 року згідно з постановою ВЦВК від 31 січня 1935 року з центром у селищі Новоросійський. 26 вересня 1957 року до складу району була включена частина ліквідованого Родниковського району. 18 березня 1967 року центр району перенесено з села Новоросійське до міста Хромтау. 4 травня 1993 року Новоросійський район отримав сучасну назву.

## Склад
До складу району входять міська адміністрація, сільська адміністрація та 13 сільських округів:
| Поселення                            | Площа, км² | Населення, осіб (1989) | Населення, осіб (1999) | Населення, осіб (2009) | Населення, осіб (2021) | Центр     | Населені пункти |
| ------------------------------------ | ---------- | ---------------------- | ---------------------- | ---------------------- | ---------------------- | --------- | --------------- |
| Хромтауська міська адміністрація     | 97,67      | 24438                  | 21740                  | 24089                  | 29579                  | Хромтау   | 1               |
| Нікельтауська сільська адміністрація | 35,60      | 1155                   | 886                    | 932                    | 925                    | Нікельтау | 1               |
| Абайський сільський округ            | 990,23     | 1281                   | 1058                   | 518                    | 366                    | Абай      | 2               |
| Акжарський сільський округ           | 494,09     | 2611                   | 2419                   | 2403                   | 2566                   | Акжар     | 2               |
| Аккудицький сільський округ          | 771,43     | 1665                   | 813                    | 508                    | 675                    | Аккудик   | 1               |
| Богетсайський сільський округ        | 1100,17    | 2880                   | 2187                   | 1590                   | 1538                   | Богетсай  | 2               |
| Донський сільський округ             | 578,60     | 1071                   | 2816                   | 2916                   | 3468                   | Дон       | 2               |
| Кизилсуський сільський округ         | 1217,92    | 2015                   | 1552                   | 944                    | 856                    | Сарисай   | 2               |
| Коктауський сільський округ          | 894,46     | 1897                   | 1187                   | 1091                   | 2174                   | Коктау    | 1               |
| Коктобинський сільський округ        | 418,01     | 1657                   | 832                    | 539                    | 484                    | Майтобе   | 2               |
| Копинський сільський округ           | 2231,28    | 2056                   | 2146                   | 1391                   | 1263                   | Копа      | 2               |
| Кудуксайський сільський округ        | 1135,02    | 2795                   | 2010                   | 500                    | 322                    | Кудуксай  | 2               |
| Табантальський сільський округ       | 798,30     | 1735                   | 1507                   | 817                    | 540                    | Табантал  | 3               |
| Тасоткельський сільський округ       | 1459,38    | 1704                   | 1216                   | 756                    | 517                    | Тасоткель | 3               |
| Тассайський сільський округ          | 723,53     | 1884                   | 1445                   | 754                    | 555                    | Тассай    | 2               |

## Найбільші населені пункти
Населені пункти з чисельністю населення понад 1000 осіб:
| № | Населений пункт | Населення, осіб (1989 | Населення, осіб (1999) | Населення, осіб (2009) | Населення, осіб (2021) |
| - | --------------- | --------------------- | ---------------------- | ---------------------- | ---------------------- |
| 1 | Хромтау         | 24 438                | 21 740                 | 24 089                 | 29 579                 |
| 2 | Дон             | -                     | 2 214                  | 2 529                  | 3 089                  |
| 3 | Акжар           | 2 200                 | 2 086                  | 2 097                  | 2 270                  |
| 4 | Коктау          | 1 119                 | 864                    | 1 013                  | 2 174                  |
| 5 | Богетсай        | 1 624                 | 1 653                  | 1 354                  | 1 430                  |